# 성 중립적 언어
성 중립적 언어(Gender-neutral language)는 지칭하는 대상의 성별을 언급하지 않아서 성별에 중립적인 언어나 단어이다. 20세기 하반기에 영어에서는 직업인과 성별을 결부시킨 표현들이 지양되기 시작했으며, 21세기에 들어서 단수형 they 등의 성 중립적 대명사의 쓰임도 늘어나고 있다.